# 東条良平

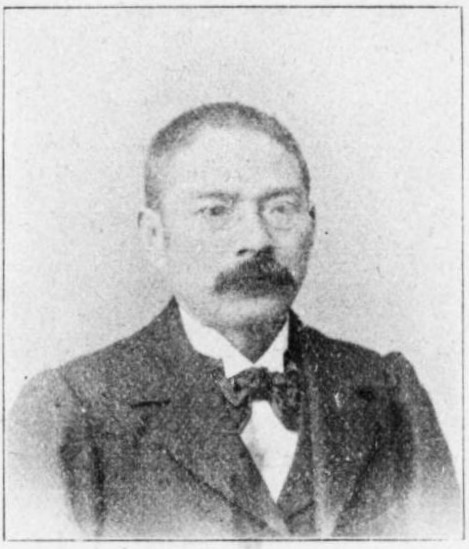
東条良平

東条 良平（東條、とうじょう りょうへい、1860年11月22日（万延元年10月10日）- 1911年（明治44年）5月8日）は、明治期の医師、政治家。衆議院議員、千葉県会議長。

## 経歴
上総国市原郡山木村（千葉県市原郡八幡町山木、市原町を経て現市原市山木）で、代々医を業とした東条家で東条養仙の長男として生まれる。父は高野長英門下。嶺田士徳（楓湖）から英漢の学を学んだ。1874年（明治7年）に上京し、華岡真節に医学を学び、1877年（明治10年）8月、医術開業試験に合格し、医術内外科開業免状が交付され医師を開業した。千葉市原郡医会会頭、千葉医学会副会頭なども務めた。
1887年（明治20年）4月、八幡町会議員に選出され1889年（明治22年）7月まで在任。同月、千葉県会議員補欠選挙に当選し1902年（明治35年）8月まで在任し、この間、常置委員、参事会員を務め、1897年（明治30年）11月から1902年8月まで県会議長を務めた。自由党、憲政党、立憲政友会に所属し、憲政党千葉県支部幹事、政友会千葉県支部幹事を務め、1888年（明治21年）市原倶楽部を結成してその中心となり、政友会の党勢拡大に尽力した。1897年（明治30年）から検疫官、地方森林会議員、地方衛生委員、小学校教科図書審査委員なども務めた。
1902年（明治35年）8月、第7回衆議院議員総選挙（千葉県郡部、立憲政友会）で初当選。以後、第10回総選挙まで2回再選され、衆議院議員に通算3期在任した。この間、政友会協議員などを務めた。議員在任中の1911年5月に死去した。

## 国政選挙歴
- 第7回衆議院議員総選挙（千葉県郡部、1902年8月、立憲政友会）当選[1][7]
- 第8回衆議院議員総選挙（千葉県郡部、1903年3月、立憲政友会）当選[1][7]
- 第10回衆議院議員総選挙（千葉県郡部、1908年5月、立憲政友会）当選[1][9]